# 笨子港
笨子港，原寫為笨仔港，是臺灣桃園市新屋區的一個傳統地域名稱，位於該區西部。相較於今日行政區，其範圍大致與笨港里相近。

## 歷史
台灣清治末期至日治初期，笨子港地區為一街庄，稱為「笨仔港庄」，隸屬於竹北二堡。該庄西臨台灣海峽，北隔社子溪與崁頭厝庄為界，東與槺榔庄、大坡庄為鄰，南邊隔大坡溪與後庄、蚵殼港庄為界。
1901年（日治明治三十四年）11月，全台廢縣廳改設二十廳，該庄隸屬於桃仔園廳。1903年（明治三十六年），改名桃園廳。1909年（明治四十二年）10月，合併二十廳為十二廳，該庄隸屬不變。1920年（大正九年），廢十二廳改設五州二廳，該庄改制並雅化為「笨子港」大字，隸屬於新竹州中壢郡新屋庄，大字下有「笨子港」、「榕樹下」、「埔子頂」小字名。
戰後新屋庄改制為新屋鄉，隸屬於新竹縣，大字亦改制為村。1950年桃、竹、苗分治，新屋鄉改隸屬於桃園縣。2014年12月，桃園縣升格為直轄桃園市，新屋鄉改制為新屋區，村亦改制為里。

## 聚落
本地區發展較早的聚落有笨仔港、榕樹下、埔仔頂等，在日治期初期的官方地圖上已有記載。此外，本地區尚有上笨子港、下笨子港等聚落。

## 交通
省道台15線是關渡至香山的幹道，大致以縱向轉東北—西南走向經過笨子港地區中部偏東地帶。由該道路向北轉東北可前往崁頭厝、觀音、大園等地，向西南轉南南西可前往紅毛港、樹林子（坑子口地區北部）、貓兒錠、舊港等地，其中樹林子至貓兒錠南端鳳山溪橋路段與省道台61線（西部濱海快速公路）共線。
省道台61線又稱「西部濱海快速公路」，是八里至安南的快速公路，大致以北北東—南南西走向經過本地區西部近海岸地帶。本地區路段快速公路主線（高架）不通，僅通兩側平面車道。向北北東可前往崁頭厝、大潭後進入主線通車路段，向南南西可前往紅毛港、坑子口、貓兒錠後，兩側車道止於鳳山溪橋南岸，並以省道台15線作為代用道路至香山區浸水橋始續接快速公路主線。
區道桃106線是笨港至老飯店的道路，其西側端點位於本地區東部笨港國小旁省道台15線路口。由此向南南東沿邊界而行，於埔子頂東北方轉向東南出邊界後可前往大坡、十五間、笨員、上陰影窩的老飯店並止於市道115號路口。

## 學校
- 笨港國小

## 廟宇
- 新屋天后宮（媽祖廟）